# Афонсу IV
Афонсу IV Храбри (на португалски: Afonso IV „o Bravo“)– 7-и крал на Португалия и Алгарв от 7 януари 1325 до 28 май 1357 година, от Бургундската династия.

## Произход и ранни години
Роден е на 8 февруари 1291 година в Лисабон. Син е на крал Денис I Португалски и Изабела Арагонска.
През 1309 година се жени за принцеса Беатрис Кастилска, дъщеря на краля на Кастилия Санчо IV. От този брак се раждат 7 деца:
- Мария Португалска (1313 – 1357) – съпруга на краля на Кастилия, Алфонсо XI.
- Афонсу (1315)
- Денис (1317 – 1318)
- Педру I (1320 – 1367) – 8-и крал на Португалия от 1357 година
- Изабела (1324 – 1326)
- Жоао (1326 – 1327)
- Елеонора (1328 – 1348) – съпруга на краля на Арагон, Педро IV Церемониални.

Баща му не обича много Афонсу, а фаворит на стария крал е извънбрачния му син Афонсу Санчес. Съперничеството между еднокръвните братя няколко пъти достига до гражданска война. През 7 януари 1325 година крал Денис умира и Афонсу става крал, като изгонва своя съперник в Кастилия и го лишава от всички земи, подарени от баща им. От Кастилия Афонсу Санчес организира няколко опита да вземе короната. След множество неудачни опити за нахлувания, братята подписват мирен договор, иницииран от майката на Афонсу ІV, кралица Изабела Арагонска. Кралят дори престава да подозира брат си и даже се сприятелява с него.

## Управление
През 1328 година крал Афонсу IV дава своята голяма дъщеря Мария на Алфонсо XI Кастилски, и тя му ражда син – бъдещия Педро I. През 1334 година Мария се връща при баща си, защото нейният съпруг започва дълъг роман с Леонора де Гусман.

### Законодателна дейност
Афонсу IV открива Kортесите на кралството през юни 1340 г. в Сантарен. Това е третото събиране на Кортесите през неговото управление – събранието се събирано преди в Евора (1325 г.) и Сантарен (1331 г.).
Кортесите приемат следните закони, описани в „Прагматика от 1340“:
1) против слугите, изоставящи господарите си;
2) против тези, които се разпореждат без разрешение с коня, оръжието, парите, получени от сеньора;
3) против игрите на пари;
4) против лихварството;
5) за това, че третината част от намерено богатство следва да се предава на краля;
6) против злоупотребите на съдебните длъжностни лица;
7) против злоупотребите на привилегированите лица да призовават на съд без кралско разрешение;
8) и накрая, самата Прагматика.

## Последни години
В старостта си Афонсу преживява тежка кавга със сина и наследника си Педру заради връзката на последния с Инес де Кастро. Инес де Кастро е убита от приближени на Афонсу IV на 7 януари 1355 година.
Ситуация с годините се влошава: кралят старее и губи контрол над своя двор. Неговият внук и единствен законен син на Педру, бъдещия крал Фернанду I, е болнаво дете, а в това време незаконните деца на Педру от Инес растат здрави. Обезпокоен за съдбата на династията, Афонсу заповядва да затворят Инес де Кастро в затвор в стария манастир на неговата майка в Коимбра, а след това заповядва да я убият.
Афонсу очаква, че Педру ще се смири и ще се ожени за някоя принцеса, но синът му изпада в ярост, узнавайки, че неговата любовница е обезглавена пред очите на малкото им дете. Педру събира армия и опустошава страната между реките Дора и Миня. Помирението с баща си става в началото на 1357 година, а през май Афонсу умира в Лисабон на 66-годишна възраст.